# Regno
Regno (ТОВ «Регно Італія УА») — імпортер та дистриб'ютор відомих брендів алкоголю та делікатесів з 16 країн світу. Компанія заснована у 2014 році з метою зробити європейські продукти доступними українському споживачеві.
Головний офіс компанії розташований у Львові та підрозділи — у всіх областях України, крім тимчасово окупованих територій.
Regno співпрацює з сектором HoReCa, усіма національними та провідними локальними мережами — покриття становить 95 % присутності.

## Про компанію
У 2019 році компанію нагородили званням «ЛІДЕР ГАЛУЗІ 2019». Підставою для нагородження стали результати компанії в рейтингу по Україні — перше місце («Золото») серед господарських товариств за показником «Чистий прибуток».
Regno входить до «ТОП-1000 найбільших компаній України за доходами у 2023 році», генеруючи чистий дохід у понад 1 млрд грн за рік.
Компанія нагороджена премією «Бізнес року 2024» від Ukrainian Business Award та займає друге місце у рейтингу «ТОП-10 кращих імпортерів продуктів з Європи».

## Соціальна відповідальність
У березні 2020 році компанія Regno закупила тисячу захисних костюмів для медпрацівників, які працювали з хворими на Covid-19.
У 2021 році Regno виділила кошти на будівельні роботи Жіночого центру, вартість яких — 1 мільйон 500 тисяч гривень.
REGNO активно займається волонтерською діяльністю та є одним із засновників Центру Волонтерства та Захисту — одного з найбільших гуманітарних хабів в Україні, що надає допомогу цивільним і медичним закладам, займається відбудовою житлових та соціальних об'єктів, пошкоджених війною.
У 2023 Центр Волонтерства та Захисту започаткував проект «МИЛАНКА» — соціальне виробництво побутових товарів для дому, 100 % заробітку від продажу яких скеровуються на благодійність.

## Портфель брендів
Асортиментний портфель налічує понад 500 позицій імпортного алкоголю та понад 300 позицій делікатесів.
- Fiorelli — італійський бренд ігристих вин та напоїв. Виготовляється в Італії на заводі Toso S.p.A., з місцевих сортів винограду регіону П'ємонт. На ринку України бренд з'явився у 2016 році та займає перше місце у категорії імпортних ігристих за споживанням.
- NEPOBORNA — преміальний український бренд горілки, створений у 2022 році. Над розробкою працював Іван Бачурін, президент Асоціації сомельє України. З 11 варіацій горілки він і ще 50 сомельє та барменів обрали найкращу.  NEPOBORNA виготовляється на Уманський ЛГЗ. У перший рік на ринку NEPOBORNA увійшла в топ-10 горілок преміум сегменту за даними IWSR 2023. Нагороджена золотом у міжнародному дегустаційному конкурсі Favorite Food&Drinks. Двічі отримала найвищу нагороду Double Gold у міжнародному дегустаційному конкурсі «Distillation Crown 22/23» та золото у міжнародному дегустаційному конкурсі «Craft Alcohol Through History».[17][18][19]
- GAMONDI — італійський бренд преміальних аперитивів, вермутів та лікерів. Заснований у далекому 1890 році, коли італієць Карло Гамонді почав виробництво трав'яних настоянок в містечку-курорті Аква Терме. Згодом Карло відкрив свою дистелерію і розширив виробництво. Зараз GAMONDI належить італійській компанії TOSO. Всесвітню славу бренд здобув завдяки унікальній технології виробництва та використанню найякісніших інгредієнтів, які дарують напоям неймовірний насичений смак. GAMONDI нагороджений найвищими відзнаками національних та міжнародних дегустаційних конкурсів — International Wine and Spirits Competition (IWSC), Favorite Food&Drinks, Double Gold CROWN ПЕРЕГОНУ 2023, Excellence Spirits Award 2020, Spirito Autoctono Ampolla d'oro 2022, Gold B'NU 2019, Майнігер ISW.[20]
- Sir Edmond Gin — преміальний бренд, перший у світі джин з бурбонською ваніллю з Мадагаскару. Названий на честь містера Едмонда Альбіуса, що у 1841 році винайшов метод ручного запилення ванілі та докорінно змінив майбутнє цієї пряності. Виготовляється на винокурні Herman Jansen у Нідерландах, яка на сьогодні має понад 250 років досвіду та володіє міжнародною нагородою World Class Distillery Award, що робить її однією з найкращих винокурень у світі. Sir Edmond Gin визнаний «Найкращим джином у Нідерландах» за версією The Gin Guide Awards у 2023 та 2024 роках. Відзначений як «Кращий джин у сучасному стилі» за версією World Gin Awards і володар національних та міжнародних нагород — подвійне золото у Best Spirits World Trophy, Global Gin Masters, Spirits Selection, European Spirits Challenge, China Wine & Spirits Awards та багато інших.
- Tequila CASCO Viejo — преміальний мексиканський бренд текіли, виготовленої на 100 % із найкращого сорту блакитної агави (blue agave / tequilana weber). Виробником є компанія Gran Dinastia, заснована у далекому 1938 році, сертифікована як Зелена Компанія (Green Company) SEMADET. У власності компанії перебувають плантації агави площею понад 1 000 гектарів у найпрестижніших регіонах Мексики — Лос Альтос, Халіско. В асортименті дві позиції: CASCO Viejo Blanco та CASCO Viejo Reposado, якість яких підтверджена багатьма міжнародними нагородами, такими як: International spirits Challenge, International Wine and Spirit Competition, San Francisco World Spirits Competitions Beverage Tasting Institute.
- Käserei Champignon — один з найвідоміших німецьких виробників сиру у світі. Компанія заснована у 1908 році та з невеликої сімейної сироварні перетворилась на успішного міжнародного гравця. Фірмову продукцію Käserei Champignon експортують у більш ніж 55 країн світу, зокрема вже понад 30 років на ринок України. Асортиментний портфель налічує десятки видів сирів, найпопулярніші серед яких Dorblu, Cambozola, Striegistaler, Rougette, Briette та інші. Уся продукція — безлактозна, вегетаріанська (у процесі виготовлення використовується мікробіологічний сичужний фермент нетваринного походження) та халяльна, тобто дозволена до вживання в ісламській культурі (є сертифікати, що це підтверджують).[21][22][23]
- Ashanti Rum — преміальний бренд пряного рому, створений у 2020 році в Іспанії та вперше презентований на виставці Vinexpo в Парижі. Унікальність Ashanti Rum у методі виробництва та міжконтинентальних складниках-ботанікалах. Виготовлений на основі гватемальського рому, він дистилюється і витримується у дубових діжках за іспанською системою «solera». Потім його відправляють до Іспанії для змішування з африканським біссапом (каркаде), східним імбиром та спеціями, які тримаються у таємниці. Саме тому Ashanti Rum володіє приємним мідним кольором та неймовірним смаком: ноти меду та карамелізованої ванілі переплітаються з цитрусовими тонами і свіжими м'ятними нюансами, доповненими пряними відтінками імбиру у післясмаку. Ashanti Rum — володар нагороди World Rum Awards 2020 у категорії «Традиційний пряний ром».[24][25]